# David Nugent
David James Nugent, född 2 maj 1985 i Huyton, Merseyside, är en engelsk fotbollsspelare (anfallare).

## Karriär

### Leicester City
Den 5 juli 2011 värvades Nugent av Leicester City på free agent. Nugent skrev ett treårskontrakt med klubben. 

### Derby County
Den 9 januari 2017 värvades Nugent av Derby County, där han skrev på ett 2,5-årskontrakt.

### Återkomst i Preston North End
Den 17 juli 2019 återvände Nugent till Preston North End. Den 1 februari 2021 lånades han ut till Tranmere Rovers på ett låneavtal över resten av säsongen 2020/2021.